# Kamogawa (Chiba)
Kamogawa (鴨川市 Kamogawa-shi?) es una ciudad localizada en Chiba, Japón.
Es una ciudad muy atractiva y muy recordada por los Japoneses, herederos de las Artes Marciales, aquí se reunían innumerables Maestros y Alumnos de diferéntes estilos y escuelas de Karate con el fin de meditar y entrenar duramente en las orillas del mar y zonas rocosas, desafiaban la fuérza del mar frente a sus olas en posición de pie semiflexionados para guantar el empuje de las olas lo cual en gran medida hacían crecer su fuerza y estabilidad en el combate y lucha, fue cuna de maestros que desarrollaron una fuerza increíble que se denominó KIMÉ, que es el conocimiento de generar una explosión de la fuerza interna en todo el cuerpo o partes del cuerpo, en este caso los puños, patadas, hombros, fuerza central de la cintura como imán a tierra y esto bajo las diversas condiciones y cualidades de las que cada persona la posee, pero no las desarrolla. 
A partir de 2003, la ciudad tiene una población de 37.018 y una densidad de 194 personas por km². La superficie total es de 191,30 km².
La ciudad fue fundada el 31 de marzo de 1971.
Kamogawa es la ciudad donde se desarrolla la historia del anime Rinne no Lagrange (2012). 

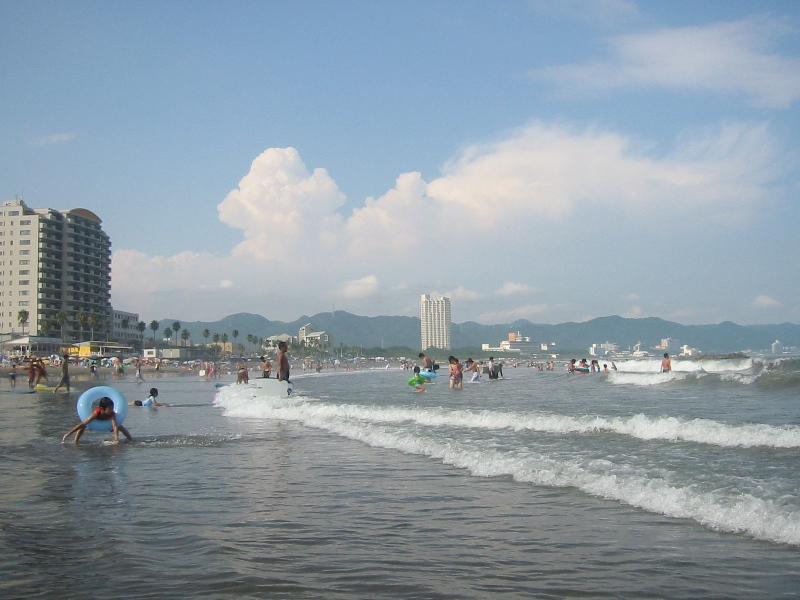
Playa de Kamogawa.